# Fred Jackson
Fred Jackson (* 1929) ist ein US-amerikanischer Saxophonist (Alt- und Tenorsaxophon) des Rhythm and Blues und des Soul Jazz. 
Jackson spielte gegen Ende der 1940er Jahre in Rhythm-and-Blues-Bands, wie dem Paul Williams Orchestra, und dann 1951 bis 1953 bei Little Richard. Ende der 1950er Jahre tourte er mit Lloyd Price. 1961 nahm er mit B. B. King auf. Bekanntheit erlangte er durch seine Mitwirkung an den Souljazz-Sessions des Blue Note Labels bei Baby Face Willette und Big John Patton. Die Aufnahme mit Willette beeindruckte Alfred Lion von Blue Note, der ihm eine Plattenaufnahme ermöglichte. Im Jahr 1962 entstand unter eigenem Namen das Album Hootin’ ’n Tootin’ auf Blue Note, wobei er Band-Kollegen aus seiner Zeit bei Price hinzuholte (Willie Jones Gitarre, Earl Van Dyke Klavier/Orgel, Wilbert Hogan Schlagzeug). Eine weitere wenige Monate später entstandene Session wurde von Blue Note nicht veröffentlicht und erschien nur als Bonus-Tracks einer Neuausgabe von Hootin and Tootin 1998. Seit Mitte der 1960er sind keine neuen Aufnahmen mehr entstanden.

## Diskographie (Auswahl)
- Fred Jackson: Hootin’ ’n Tootin’ (Blue Note, 1962) mit Earl Van Dyke (org), Willie Young (g), Wilbert Hogan (dr)
- Sentimental Blues und Duck Fever auf Honkers & Bar Walkers - Volume 1, Delmark DD-438 (Aufnahmen Ende der 1950er)

Als Sideman:
- Big John Patton: Along Came John (Blue Note, 1963)
- Big John Patton: The way I feel (Blue Note 1964)
- Lloyd Price: This is my band, (Double-L Records 1963)
- Baby Face Willette: Face to face (Blue Note 1961)
- Chuck Willis accompanied by Freddie Jackson And His Orchestra, Okeh 1952
- Chuck Willis accompanied by Roy Gaines and his orchestra, Okeh 1954[2]
- Lionel Hampton Orchestra: East meets West, Glad Hamp 1964